# تاكاشي أوتشياما
تاكاشي أوتشياما (باليابانية: 内山高志) مواليد 10 نوفمبر 1979 في ناغاساكي، اليابان، هو ملاكم محترف ياباني بدأ مسيرته الاحترافية سنة 2005. حقق بطولة رابطة الملاكمة العالمية.

## إحصائيات
خاض خلال مسيرته 26 نزالا، فاز في 24 وتعادل في 1 وخسر في 1. فاز بالضربة القاضية في 20 نزالا.

## وصلات خارجية
- تاكاشي أوتشياما على موقع بوكس ريك (الإنجليزية) (registration required)

- الموقع الرسمي